# Noresund
Noresund är en tätort som utgör centralort i Krødsherads kommun i Buskerud fylke i Norge. Orten ligger där fylkesväg 280 möter fylkesväg 2896, på östra sidan av sjön Krøderen.